# Spaulding (Oklahoma)
Spaulding es un pueblo ubicado en el condado de Hughes en el estado estadounidense de Oklahoma. En el año 2010 tenía una población de 178 habitantes y una densidad poblacional de 68,46 personas por km².

## Geografía
Spaulding se encuentra ubicado en las coordenadas 35°0′49″N 96°26′41″O / 35.01361, -96.44472 (35.013476, -96.444737).

## Demografía
Según la Oficina del Censo en 2000 los ingresos medios por hogar en la localidad eran de $22,188 y los ingresos medios por familia eran $23,125. Los hombres tenían unos ingresos medios de $21,250 frente a los $11,250 para las mujeres. La renta per cápita para la localidad era de $13,900. Alrededor del 25.5% de la población estaban por debajo del umbral de pobreza.